# Arzúa-Ulloa
L’arzúa-ulloa, ou queixo de Arzúa-Ulloa en galicien, est un fromage espagnol fabriqué en Galice. Il s'agit d'un fromage à pâte pressée non cuite au lait de vache cru ou pasteurisé. Il bénéficie d'une appellation d'origine protégée depuis 2010. Il tire son nom des comarques galiciens d'Arzúa et d'Ulloa.

## Description
L'arzúa-ulloa est un fromage à pâte molle se présentant sous forme de tomes cylindriques, plus larges que hautes, aux bords arrondis. Les fromages, d'un poids pouvant aller de 500 g à 3,5 kg ont un diamètre allant de 10 cm à 26 cm et une hateur comprise entre 5 cm et 12 cm. Sa croûte est jaune, lisse, brillante et sans moisissure, avec une texture elastique. La pâte, blanche et uniforme, est plutôt molle et peut comporter de petits trous. Son goût délicat et lacté et son odeur peut faire penser à celle du beurre ou du yaourt. Il est généralement vendu entier.
L'Arzúa-Ulloa a une teneur en matières grasses d'au moins 45% de l'extrait sec et une teneur en protéines d'au moins 35% de l'extrait sec. L'extrait sec devant représenter au minimum 45% du poids du fromage. Son pH est compris entre 5 et 5,5.
L'Arzúa-Ulloa peut bénéficier de deux appellations :
- l’Arzúa-Ulloa de Granxa (Arzúa-Ulloa fermier), élaboré avec le lait provenant des vaches d'une même ferme,
- l’Arzúa-Ulloa curado (Arzúa-Ulloa affiné), dont la période de maturation est d'au moins six mois (contre 6 jours au minimum pour un Arzúa-Ulloa classique).

l’arzúa-ulloa curado a un arôme bien plus puissant et un gout parfois piquant avec un peu d'amertume. Sa pâte, bien plus ferme, est jaune vif et sa croûte est grasse. Il contient moins d'eau et plus de gras que l'arzúa-ulloa classique.

## Fabrication
L'arzúa-ulloa est fabriqué à partir de lait issu de vaches de races blonde de Galice, brune des Alpes, frisonne ou de leur croisements. Ce lait peut être pasteurisé ou bien utilisé cru. Il est caillé par ajout de présure à une température de 30°C à 35°C. Le caillé est ensuite découpé en grains de 5 mm à 10 mm de diamètre, puis rincé, moulé et pressé sans être chauffé à nouveau. les fromages ainsi obtenus sont alors salés dans un bain de saumure puis affinés dans une atmosphère humide (75% à 90% d'humidité) à une temprérature inférieure à 15°C. Cet affinage dure au minimum 6 jours pour les fromage sans mention curado (affiné en espagnol) et au minimum 6 mois pour ceux portant cette mention. Il est parfois enduit d'une solution anti-moisissure.

## Zone de production
Pour qu'un fromage puisse être appelé «arzúa-ulloa», il doit être fabriqué dans une zone géographique bien délimitée avec du lait collecté dans cette même zone. Cette zone geographique est à cheval sur les provinces de Lugo, de La Corogne et de Pontevedra en Galice et inclut : 
- les comarques d'Ulloa et de Chantada ainsi que les communes de Friol, Guntín et Portomarín dans la province de Lugo;
- les comarques d'Arzua et de Terra de Melide ainsi que les communes de Curtis, Vilasantar, Frades, Mesía, Ordes, Oroso, Boqueixón et Vedra dans la province de La Corogne;
- le comarque de Deza et la commune d'A Estrada dans la province de Pontevedra.

## Utilisation
Ce fromage est souvent consommé tel quel avec du miel ou de la pâte de coing (dulce de membrillo). Il peut aussi par exemple être cuisiné en gateau , ajouté à une soupe ou simplement frit et servi comme tapas.
Une fête du fromage est organisée depuis 1975 à Arzúa.